# Clan MacInnes

Le Clan MacInnes est un clan écossais des Highlands. Ses armoiries sont enregistrées par la cour du Lord Lyon d'Édimbourg. Il est réputé armigère car il n'a plus de chef reconnu.

## Nom
MacInnes est issu du gaélique écossais MacAonghais (Fils d'Angus). La première composante du nom, Mac ou Mc (les deux sont équivalents et interchangeables), signifie fils ou famille de, tandis que le prénom Aognaish est dérivé de aon, lun ou l'unique, et de gusa, qui veut dire choix. La signification étymologique d'Aonghais, ou d'Angus, est ainsi celui qui est choisi.
Il est intéressant de remarquer que Mac n'implique pas forcément de liens du sang, mais peut refléter une parenté éloignée, ou encore l'allégeance d'alliés dépendants ou de métayers.
Le nom de MacInnes apparaît pour la première fois au XVIIe siècle dans le Senchus Fer n-Alban (Histoire des Hommes d'Écosse)

### Noms connexes
MacInnes a été anglicisé de nombreuses manières : MacInnis, McInnis, McInnes, McGinnis (à ne pas confondre avec McGuinnes), McKinnis, MacAngus, McAninch, McIninch, McKynes, M'Aneiss, McCanse, McNiesh, McAinsh, et bien d'autres.
Mastars, MacMaster et les variantes appartiennent également au clan. On dénombre aujourd'hui 157 variantes orthographiques du nom « MacInnes ».
Il est également à noter que le nom, et le clan, Innes n'ont pas de liens de parenté avec les MacInnes ; cette famille est d'ailleurs apparue plus tard, à Moray, à l'est d'Inverness.

## Histoire

### Origine géographique
Les ancêtres du clan MacInnes ont fait partie des premiers habitants d'Islay et de Jura dans les Hébrides, ainsi que de la péninsule écossaise de Kintyre, dans la région d'Argyll. Ces Scotti, un peuple celte parlant le gaélique, étaient originaires d'Irlande, d'où ils sont arrivés aux environs de 500 apr. J.-C., lorsque Fergus Mòr, souverain du royaume de Dàl Riata au nord de l'Irlande, et ses deux frères, Loarn et Óengus, ont étendu leur territoire jusqu'au sud-ouest du royaume d'Alba.
Óengus (Angus), roi des Pictes, avait déjà établi une colonie à Islay, et peut-être à Jura, et contrôlait les navires du nouveau royaume. Óengus est considéré comme le premier chef du clan MacInnes, auquel il a laissé son nom ; on pense qu'il est enterré sur l'île d'Iona.
Le Dalriada a rapidement étendu son influence, en même temps qu'il se renforçait militairement et économiquement, et fini par s'imposer aux populations pictes indigènes ainsi qu'à leur culture. La région a alors été connue sous le nom de Scotland, d'après ces Scotti immigrants.

### Expansion et déclin

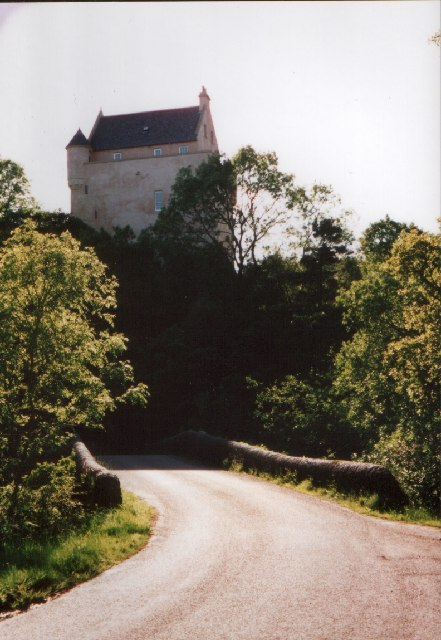
Le château de Kinlochaline.

Il est admis que les MacInnes ont peuplé Iona aux temps de saint Columba. La tradition veut d'ailleurs que Columba ait choisi le site de construction de l'église de Kiel, à Lochaline, à proximité du château de Kinlochaline, bâti par les MacInnes. Óengus et ses descendants auraient profité de leurs talents de marins pour coloniser l'île de bonne heure ; à Iona reposent d'ailleurs nombre de MacInnes.
Au cours du IXe siècle, le clan a partiellement quitté les Hébrides pour l'Argyll, et principalement les péninsules de Morvern et Ardgour, probablement à cause des raids vikings perpétuels dans les îles. C'est ainsi que, dès le début du XIIe siècle, les MacInnes se trouvèrent établis de façon durable dans l'ensemble de la péninsule de Morvern, à côté de l'île de Mull. Le siège traditionnel du clan y fut établi, au château de Kinlochaline.
Devant la persistance des raids vikings, les MacInnes sont devenus membres d'une alliance connue sous le nom de Siol Gillebride (la semence des serviteurs de (sainte) Bride), et qui regroupait, outre les MacInnes, les MacGillivray, les MacMaster et les MacEachearn. Cette alliance rappelle celle, contemporaine, du clan Chattan, menée par le guerrier celto-norrois Somerled (souvent appelé Somerled MacGillebride), tué en 1164, et dont le père fut probablement un chef MacAonghais. Le petit-fils de Somerled a plus tard fondé le clan MacDonald.
Les annales du clan décrivent ainsi l'entrée des MacInnes dans la Siol Gillebride :

« Le chef des MacInnes demanda à Somerled de l'aider. Habile guerrier, Somerled accepta de les aider, à la condition qu'ils suivent exactement ses ordres. Il leur dit de tuer et d'écorcher un troupeau de bétail à poil long des Highlands, et ensuite de faire avancer leurs combattants vêtus de kilts à la vue des envahisseurs Vikings. Ensuite, ils devraient s'habiller du cuir des vaches, les longs poils tournés vers l'extérieur, et marcher encore vers leurs ennemis ; puis, ils marcheraient une troisième fois devant les Vikings en portant les peaux retournées. Les hommes MacInnes suivirent ses conseils, et les Vikings crurent que les MacInnes avaient le triple de combattants. Ils se détournèrent et fuirent « ce nombre écrasant », et beaucoup furent tués. En remerciement à Somerled, les MacInnes jurèrent de devenir ses vassaux.[réf. nécessaire] »

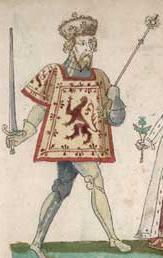
Robert II d'Écosse

Au milieu du XIVe siècle, le dernier chef du clan MacInnes et ses fils furent assassinés sur l'ordre de John d'Islay, Seigneur des Îles, l'arrière-arrière-petit-fils de Somerled. Le chef MacInnes avait en effet engagé John d'Islay à divorcer et à épouser en secondes noces la fille du futur Robert II d'Écosse. La première femme de John d'Islay se vengea en informant son ex-époux que MacInnes s'était plaint de son hospitalité lors de son séjour chez Islay, disant que ses appartements puaient parce qu'ils servaient de chenil en temps normal. John d'Islay fut furieux de ces remarques, et le clan MacLean se chargea des meurtres, au château d'Ardtornish, sur le Sound of Mull. En récompense, les MacLean reçurent les terres et le château d'Ardgour.
Le Clan MacInnes reste sans chef à ce jour, et nombre de ses membres se sont dispersés à Appin, Craignish, Lochaber et Skye, bien que d'autres aient continué à occuper le château jusqu'à son abandon à la fin du XVIIe siècle, lorsque les Campbell s'emparèrent des terres de la péninsule de Morvern.

### Le Clan MacInnes pendant la Guerre Civile
En 1644, durant la Guerre Civile, le château de Kinlochaline, fief du clan MacInnes, a été attaqué et brûlé par les MacDonald alliés de James Graham, premier marquis de Montrose.

### Dispersion

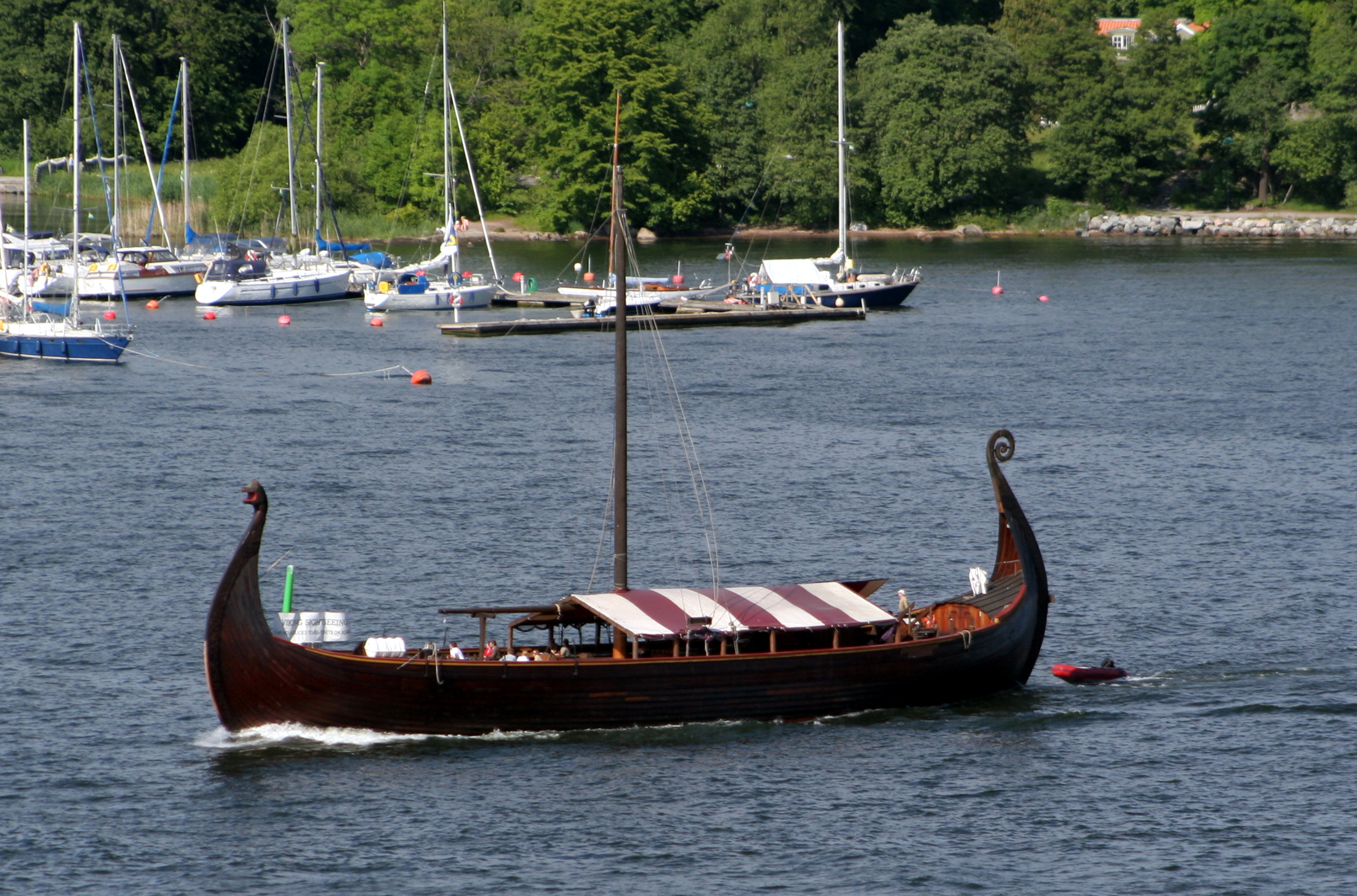
Un bateau viking semblable à ceux ayant servi aux MacInnes.

Au XVIe siècle, nombre de membres du clan MacInnes se sont déplacés à Sleat, sur l'île de Skye ; la tradition veut que cinq bateaux aient fait le voyage, portant chacun une famille entière. De ces cinq familles sont issues les cinq lignées de MacInnes de Skye ; certains, connus par la suite comme les Sliochd Neill a'bhoga (la lignée de Neill à l'arc) sont devenus les archers héréditaires de Mackinnon de Strath. D'autres dépossédés du clan ont rejoint le Clan Campbell de Craignish, et d'autres encore ont rejoint les MacGregor dans le Perthshire - ce qui est à l'origine d'une erreur qui est de confondre les MacInnes avec un sept du clan MacGregor.

### Les soulèvements jacobites

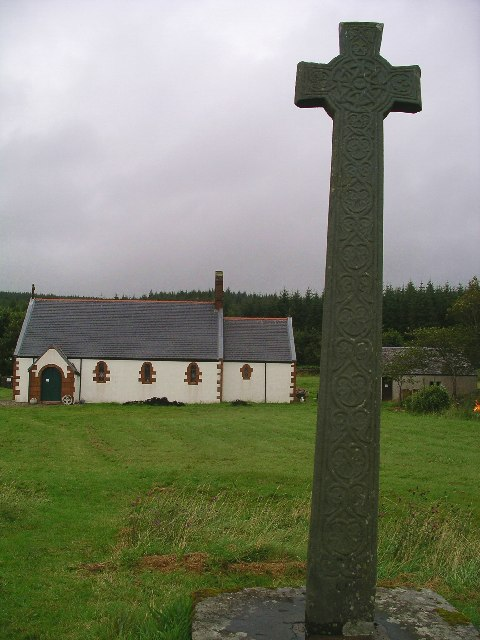
L'église de Kiel à Morvern, où reposent les MacInnes morts pendant les rébellions jacobites.

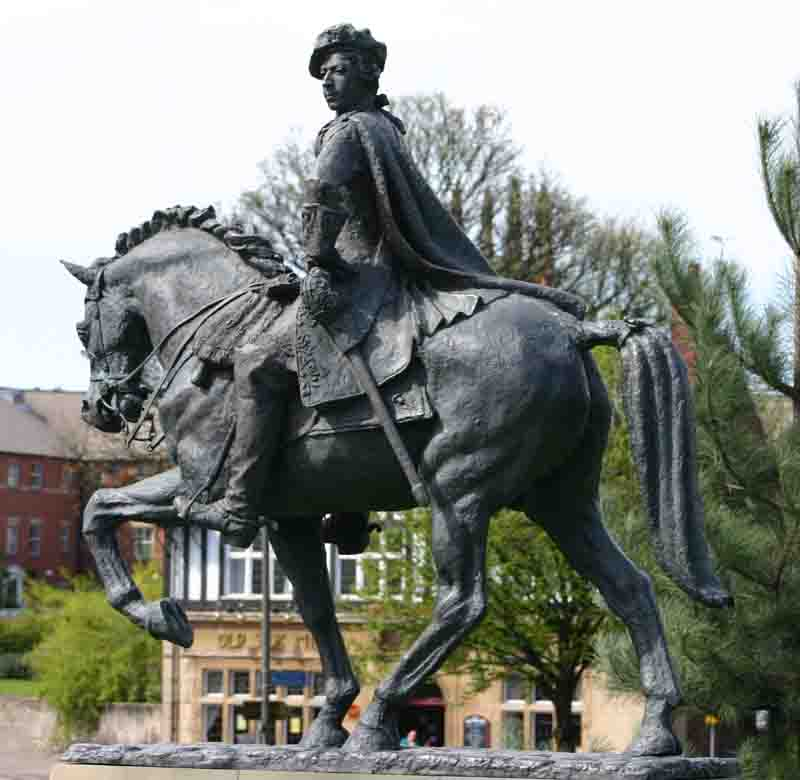
Statue équestre du Bonnie Prince Charlie, à Derby.

Si durant la période des révoltes jacobites de 1745, la plupart des membres du clan MacInnes a soutenu le gouvernement britannique, une branche du clan s'est, elle, battue pour la cause jacobite.
Certains ont ainsi combattu aux côtés des Campbell et du Duc d'Argyll, et d'autres (les MacInnes de Morvern, Lochaber et Appin) ont supporté « Bonnie Prince Charlie », le prince Charles Edward Stuart et combattu avec Stewart d'Ardsheil, commandant le régiment d'Appin. C'est d'ailleurs un MacInnes, MacMaster de Glenaladale, qui a porté la bannière du prince Charles à Glenfinnan, où quatre MacInnes furent tués et deux autres blessés, tandis que d'autres, faits prisonniers, furent probablement pendus. Donald Livingstone, le fils de dix-huit ans d'Anna MacInnes de Morvern, a sauvé la bannière d'Appin à la bataille de Culloden et l'a dissimulée pour la ramener chez lui ; cette bannière est maintenant conservée au Museum of Scotland d'Édimbourd. John McGinnes, qui a aidé à la fuite de Charles Stuart, plus tard capturé et fouetté, n'a pas trahi la destination du Jeune Prétendant.
Les MacInnes morts durant les soulèvements sont enterrés au cimetière de Kiel Kirk à Lochaline.

### Les Highland Clearances
Entre 1790 et 1840, de nombreux MacInnes ont été chassés de leurs maisons, principalement Skye et Mull, afin de laisser la place aux moutons, dont l'élevage était plus rentable que les loyers payés par ces métayers. La pauvreté, la famine de la pomme de terre, ainsi que des loyers devenus prohibitifs, ont contribué à vider les Highlands et à disperser les clans.
C'est toutefois dans les cimetières des paroisses de Mull, Skye, Iona, Islay et Argyll que se concentrent les tombes des MacInnes.

## Généalogie et Génétique
Selon l'officine suisse  de génétique MyTrueAncestry, il apparaît une surreprésentation du sous-clade R1b1a1b1a1a2c1a1b sur le chromosome Y des hommes issus en lignée mâle de ce clan. Ce sous-clade est une variante du marqueur FGC111345. Il ne semble apparaître de marqueur caractéristique dans l'ADN mitochondrial des membres de ce clan.

## Château
Construit au XIIe siècle, le château de Kinlochaline, où ont vécu les chefs du clan, était le siège du clan MacInnes. Il est situé dans le district de Lochaber.
Brûlé en 1644 durant la guerre civile, il fut reconstruit par l'actuel propriétaire à la fin des années 1990.

## Emblème
Le plus ancien crest, ou emblème, des MacInnes représente une abeille posée sur un chardon surmonté de la devise latine E labore Dulcedo (Dans le travail, le plaisir). Son origine remonte au XIIIe siècle, lorsqu'un chef MacInnes a été réveillé par la piqûre d'une abeille, juste à temps pour combattre, et vaincre, un raid viking.
En 1960, une branche du clan a déposé les armoiries à partir desquelles a été adopté l'emblème actuel. Celui-ci représente un bras gauche vêtu du tartan du clan, entouré par la devise gaélique Irid Ghipt Dhe Agus an Rìgh (par la grâce de Dieu et du Roi). Cet emblème a été adopté à des fins commerciales par le Council of Chiefs et, en raison de l'absence de chef du clan, les armes ont été déposées auprès du Lord Lyon King of Arms.
Cette branche des MacInnes ayant émigré de Skye au XIXe siècle et fondé un village, Malagawatch, en Nouvelle-Écosse, l'emblème du bras et de l'épée et la devise correspondante appartiennent stricto sensu aux MacInnes de Malagawatch.
En 2004, l'Association Internationale du Clan MacInnes s'est vu attribuer des armoiries par la Cour du Lord Lyon, celles-ci incorporant le bras et l'épée, légèrement modifiées, au chef d'un blason entièrement nouveau comprenant des symboles importants de l'histoire du clan.

## Tartan

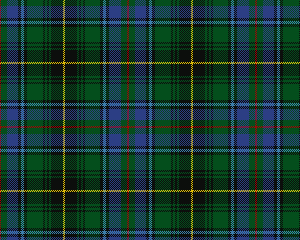
Tartan du clan MacInnes

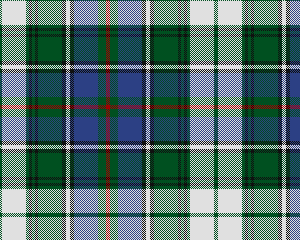
Dress tartan du clan MacInnes